# ناحیه ادامز، شهرستان مینر، داکوتای جنوبی
ناحیه ادامز، بخش مینر، جنوب داکوتا (به انگلیسی: Adams Township, Miner County, South Dakota) در ایالات متحده آمریکا است که در داکوتای جنوبی واقع شده‌است.

## خصوصیات
ناحیه ادامز ۹۳٫۲ کیلومترمربع مساحت و ۱۲۵ نفر جمعیت دارد و ۴۸۱ متر بالاتر از سطح دریا واقع شده‌است.